# أين (موقع)
أين هو موقع ويب من نوع محرك بحث أنشئ في 1997.

## وصلات خارجية
- الموقع الرسمي